# Dimítrisz Avramópulosz
Dimítrisz Avramópulosz; Δημήτρης Αβραμόπουλος (Athén, 1953. június 6. –) görög politikus, európai migrációs, belügyi és állampolgári biztos.

## Életrajz
Eredetileg Ilidából, a Peloponnészoszról származó családban, Athénban született 1953. június 6-án. Felesége Vivian Keramidasz, két fia Filipposz és Iaszonasz.
1978 és 1980 közötti katonai szolgálatát hadnagyként előbb a Görög Légierőnél Athénban, majd a brüsszeli NATO-kötelékben töltötte.
Jogot és politológiát tanult az Athéni Nemzeti Egyetemen, bachelor bölcsészdiplomája megszerzése után nemzetközi szakirányú diplomát a Boston Egyetemen, Brüsszelben, majd mesterfokozatot európai tanulmányokban a Brüsszeli Szabadegyetemen abszolvált. Számos tiszteletbeli diplomát kapott külföldi egyetemeken, a Moszkvai Államtudományi Akadémiának és a Pekingi Egyetemnek pedig tiszteletbeli professzora lett.
A görög mellett folyékonyan beszél angolul, franciául és olaszul.

## Diplomáciai pályája
1980-ban kezdte diplomáciai karrierjét, 1983-ig a görög Külügyminisztériumban dolgozott. 1988-tól 1992-ig liège-i konzul és Görögország képviselője a Európai Biztonsági és Együttműködési Szervezet bécsi székhelyén. Ugyanakkor különleges tanácsadója volt az új demokrata vezetőnek, Konsztantin Micotakisznak. 1992-ben Genfben a külügyminisztérium és a főtitkár szóvivője lett. 1993 óta a Miniszterelnöki Diplomáciai Hivatal igazgatója.

## Politikai karrierje

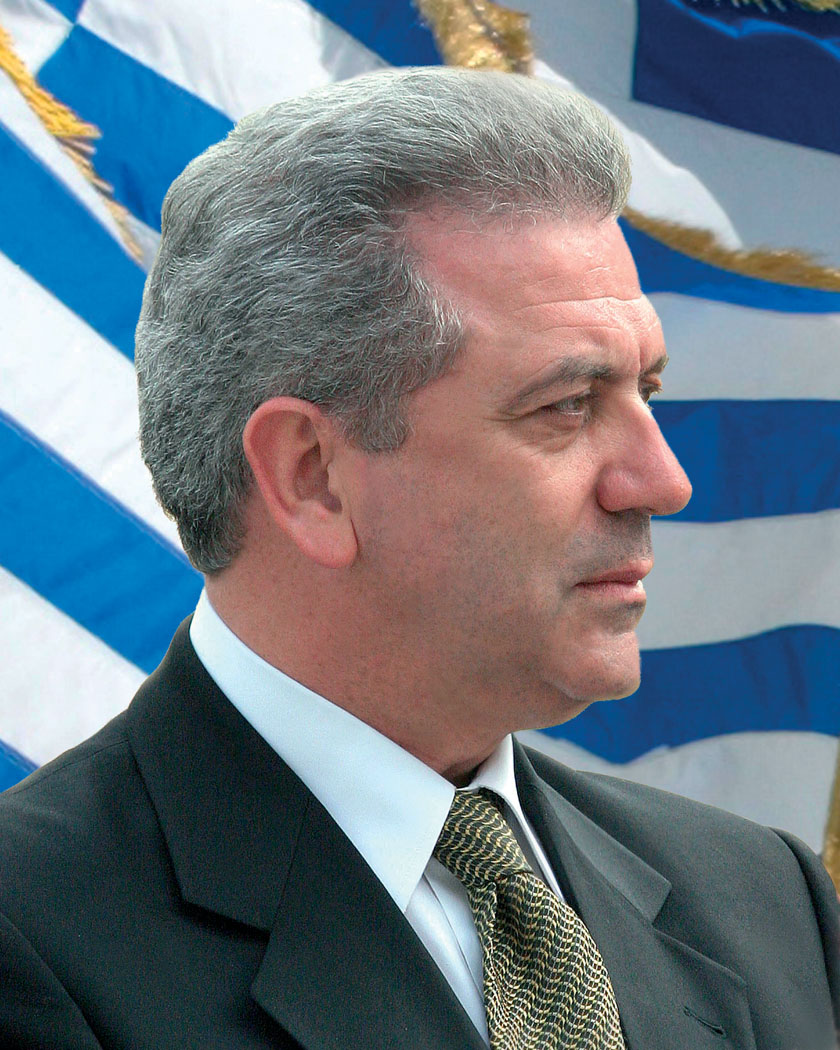
2007-ben

1993-ban diplomáciai pályafutása után lemondott az Új Demokráciáért és 1993–94-ben a görög parlament tagja volt.
1994-ben Athén polgármesterévé választották, majd 1998-ban újból. Két időszak alatt a helyi, európai és nemzetközi intézmények helyi önkormányzatait képviselte, eközben szülővárosa elnyerte a XXVIII., 2004. évi nyári olimpiai játékok megrendezése jogát.
2004-ben pártja megnyerte a politikai választásokat, és kinevezték a Kosztasz Karamanlisz által vezetett új kormány turisztikai miniszterévé. Ugyanebben a kormányban 2007 és 2009 között az egészségügyi és társadalmi szolidaritás minisztere volt.
A 2009-es politikai választásokon újraválasztották a helyetteseket, és 2010 júliusában az Athénban tartott nyolcadik kongresszus idején megválasztották a párt alelnökévé.
2011. november 11-én Lukasz Papademosz által vezetett koalíciós kormány védelmi miniszterévé nevezték ki, miután lemondott parlamenti helyéről.
A 2012. május 6-i parlamenti választásokon és a június 17-i későbbi választásokon a görög parlament tagja lett.
2012. június 21-én kinevezték külügyminiszternek az Antonisz Szamarasz  által vezetett kormányban, amelyet 2013. június 25-én újjászervezés után hagyott el védelmi miniszterként is.

## Európai biztosként
2014. szeptember 10-én kinevezték az Európai Bizottság uniós biztosává a Juncker-bizottságban, ahol a bevándorlásra, a belügyekre és az állampolgárságra vonatkozó portfóliót kapta meg. Hazája volt az egyik legexponáltabb támadási terület, amíg az EU meg nem állapodott Törökországgal, az annak területén feltorlódott, mintegy négymillió migráns visszatartásáról. 2019. január 15-én – hazánknak is üzenve – pl. így nyilatkozott: „Mindenkit arra kérek, nyissa ki a szemét: már nincs migrációs vagy menekültválság, noha több tagállam ezt kívánja hangsúlyozni. … Az Európai Unió a humanitárius értékek, a szolidaritás térsége. Ha ezeket az értékeket nem tartják tiszteletben, nem beszélhetünk Európáról”.

## Fordítás
- Ez a szócikk részben vagy egészben  a   Dīmītrīs Avramopoulos című olasz Wikipédia-szócikk ezen változatának fordításán alapul.  Az eredeti cikk szerkesztőit annak laptörténete sorolja fel. Ez a jelzés csupán a megfogalmazás eredetét és a szerzői jogokat jelzi, nem szolgál a cikkben szereplő információk forrásmegjelöléseként.